# هیرویوکی ساوانو
هیرویوکی ساوانو (انگلیسی: Hiroyuki Sawano؛ زادهٔ ۱۲ سپتامبر ۱۹۸۰) موسیقی‌دان اهل ژاپن است. وی از سال ۲۰۰۴ میلادی تاکنون مشغول فعالیت بوده‌است.
هیرویوکی ساوانو هنگساز، تنظیم کننده، ترانه سرا، نوازنده پیانو و تهیه کننده موسیقی ژاپنی است. او به خاطر آهنگسازی انیمه، بازی ویدئویی، درام تلویزیونی و موسیقی متن فیلم مشهور است. برخی از برجسته ترین آهنگ های او شامل "حمله به تایتان"، "هفت گناه مرگبار"، "موبایل سوئیت گاندام یونیکورن"، "جن گیر آبی" و "کیل لا کیل" است.
ساوانو کار خود را در اوایل دهه ۲۰۰۰ آغاز کرد و به سرعت برای کار انیمه خود شناخته شد. او با خوانندگان متعددی تحت نام "SawanoHiroyuki[nZk]" همکاری کرده و چندین آلبوم استودیویی منتشر کرده است.
فعالیت ساوانو به انیمه محدود نمی شود. او برای درام های تلویزیونی، فیلم ها و بازی های ویدئویی مختلف آهنگسازی کرده است.

## سبک و نوع موسیقی
موسیقی ساوانو ترکیبی از عناصر قدرتمند ارکسترال و کر با راک، الکترونیک و هیپ هاپ است. قطعات او اغلب با ریتم های تند، ملودی های بلند و عناوین غیرمعمول آهنگ که شامل الفباها و نمادهای مختلف است، مشخص می شوند. او هانس زیمر، دنی الفمن و آهنگسازان ژاپنی مانند ریوئیچی ساکاموتو را به عنوان الهام بخش خود معرفی می کند.